# (39399) 6688 P-L
6688 P-L (asteroide 39399) é um asteroide da cintura principal. Possui uma excentricidade de 0.19174530 e uma inclinação de 5.22814º.
Este asteroide foi descoberto no dia 24 de setembro de 1960 por Cornelis Johannes van Houten e Ingrid van Houten-Groeneveld e Tom Gehrels em Palomar.